# 周大荒
周 大荒（しゅう だいこう）は中華民国の政治家・官僚・作家。小説『反三国志』を書いたことで知られる。
湖南公立法政学校を卒業し、1912年に司法官となり、のちに天津高等検察庁の書記官を務める。その後、官僚として活躍するとともに、「正義報」や「民徳報」の文芸欄主筆に就任する。また、孫文に影響を受け、「中国革命同盟会」の一員としても活躍した。後年は、地方の小軍閥の幕僚などを務めたといわれるが、その没年については詳細不明である。
地方の小軍閥の幕僚を務めていた1920年代に、北京市内の古書店で購入した「三国旧志」なる怪しい内容の古文書（筆者による創作または偽書と思われる）などにヒントを得て、袁世凱らの北洋軍閥を曹操に、孫文を劉備になぞらえた小説『反三国志』の執筆・新聞での連載を開始し、1928年に第1巻を刊行させた。
なお、この『反三国志』は、1987年に河北人民出版社から復刻出版され、初めて、結末までの物語の全貌が明らかになった。日本では、渡辺精一の翻訳によって講談社から日本語版が出版されている。